# 32853 Деберайнер
32853 Деберайнер (32853 Döbereiner) — астероїд головного поясу, відкритий 21 вересня 1992 року.
Тіссеранів параметр щодо Юпітера — 3,398.
Астероїд був названий на честь німецького хіміка Йоганна Вольфганга Деберейнера (1780–1849), який відкрив каталітичний ефект платинових металів і винайшов лампу Деберейнера, названу на його честь.